# Theodor Herzl
Theodor Herzl, en hongarès: Tivadar Herzl, en hebreu Benjamin Ze'ev (בנימין זאב), va néixer el 2 de maig de 1860 a Budapesten una família jueva liberal, emancipada i laica. Quan va complir 18 anys, el 1878, la seva família es trasllada a Viena, on ell estudia Dret, obtenint el Doctorat el 1884. Va treballar com a escriptor, dramaturg i periodista.

Exercint de periodista arriba a París l'any 1891 per a treballar com a corresponsal d'un dels diaris més importants de l'època, el Neue Freie Presse. Allà comença a sensibilitzar-se sobre la realitat de l'antisemitisme, sobretot després de presenciar el Cas Dreyfus.
| «                                                                              | El procés Dreyfus, al qual vaig assistir a París el 1894, em va fer sionista | » |
| — Theodor Herzl, Joan B. Culla (2004), "Israel, el somni i la tragèdia", pg.45 |                                                                              |   |

L'any 1896, altre cop instal·lat a Viena com a director de la secció literària de la Neue Freie Presse, escriu un libre-pamflet Der Judenstaat:Versuch einer modernen Lösung der Judenfrage ("L'Estat dels jueus: assaig d'una solució moderna de la qüestió jueva"), on proposa que el "Problema Jueu" és un assumpte de política internacional i que com a tal ha de ser tractat. 
| «                                                                              | Considero que la qüestió jueva no és una qüestió social ni religiosa... És una qüestió nacional, i per resoldre-la n'hem de fer un problema de política internacional | » |
| — Theodor Herzl, Joan B. Culla (2004), "Israel, el somni i la tragèdia", pg.46 | |   |

En aquest escrit rebutja la qualificació d'utòpic i certifica el fracàs de l'assimilació, analitza l'antisemitisme i proposa una solució radical: l'emigració col·lectiva i planificada dels jueus d'Europa cap a un territori la sobirania del qual els sigui concedida per "les nacions civilitzades" (proposa alguna zona de l'Argentina, Palestina o alguna zona d'Àfrica). Allà, el poble jueu hi construiria un estat neutral, modern, eficient, econòmicament dinàmic i socialment progressiu, on hi haurà igualtat civil i llibertat religiosa.
| «                                                                              | Hem de viure, per fi, com a homes lliures damunt del nostre propi terrer, i hem de morir tranquils en la nostra pàtria. El món s'alliberarà amb la nostra llibertat, s'enriquirà amb la nostra riquesa i s'engrandirà amb la nostra grandesa | » |
| — Theodor Herzl, Joan B. Culla (2004), "Israel, el somni i la tragèdia", pg.47 | |   |

Amb aquest llibre, Herzl es mostra no com un pensador discret i acomplexat, sinó com un visionari megalòman que es creu investit d'una missió històrica. Però és a partir d'aquest llibre que l'incipient nacionalisme jueu comença a conèixer les emocions col·lectives, la mentalitat i els mètodes de la política de masse contemporània que aleshores està començant a aparèixer a Occident. Tot i això, al principi, el llibre és molt criticat i rebutjat, especialment des dels ambients acomodats i religiosos
Herzl no es desanima per l'acollida del seu llibre, i comença a contactar amb els diplomàtics alemanys i otomans. La manca de resultats li fan veure que només aconseguirà alguna cosa si es recolza en un ampli moviment de masses. Així, promou l'organització d'un congrés, amb delegats "de tots els moviments que tenen per finalitat el sionisme, ja siguin polítics o filantròpics, regionals i generals". Uns 200 delegats de tot el món es reuneixen a Basilea entre el 29 i el 31 d'agost de 1897.
Promou la creació de l'Organització Sionista Mundial i organitza el Primer Congrés Sionista el 1897.
El 1902 publica Alteneuland (La Vella Nova Terra) on presenta el futur Estat Jueu com una utopia socialista.
Mor el 3 de juliol de 1904 a Edlach de pneumònia, però ja venia arrossegant greus problemes cardíacs.